# Callionymus comptus
Callionymus comptus är en fiskart som beskrevs av Randall, 1999. Callionymus comptus ingår i släktet Callionymus och familjen sjökocksfiskar. IUCN kategoriserar arten globalt som sårbar. Inga underarter finns listade.